# Ceraspis bivulnerata
Ceraspis bivulnerata är en skalbaggsart som beskrevs av Ernst Friedrich Germar 1824. Ceraspis bivulnerata ingår i släktet Ceraspis och familjen Melolonthidae. Inga underarter finns listade i Catalogue of Life.